# Курганский, Иван Андреевич
Иван Андреевич Курганский (1921—1944) — красноармеец Рабоче-крестьянской Красной Армии, участник Великой Отечественной войны, Герой Советского Союза (1944).

## Биография
Иван Курганский родился в 1921 году в селе Катичи (ныне — Новозыбковский район Брянской области). После окончания семи классов школы и курсов трактористов работал в колхозе. В октябре 1943 года Курганский был призван на службу в Рабоче-крестьянскую Красную Армию. С декабря того же года — на фронтах Великой Отечественной войны.
К сентябрю 1944 года красноармеец Иван Курганский был наводчиком орудия 1046-го артиллерийского полка 399-й стрелковой дивизии 48-й армии 1-го Белорусского фронта. Отличился во время освобождения Польши. 4 сентября 1944 года Курганский участвовал в отражении немецкой контратаки в районе деревни Гуры в 22 километрах к западу от города Острув-Мазовецка, лично уничтожив 2 танка и большое количество солдат и офицеров противника. В том бою он получил тяжёлое ранение, но продолжал сражаться, пока не погиб. Похоронен в деревне Прабуты в районе своего последнего боя.
Указом Президиума Верховного Совета СССР от 18 ноября 1944 года красноармеец Иван Курганский посмертно был удостоен высокого звания Героя Советского Союза.

## Награды
- Медаль «За отвагу» (24.6.1944)[2]
- Орден Отечественной войны I степени (28.9.1944)[3]
- Медаль «Золотая Звезда» Героя Советского Союза и орден Ленина (18.11.1944)[1]

## Память
В честь Курганского названы улицы в Новозыбкове и Катичах, установлен памятник в Катичах.